# 디아 미르자
디아 미르자(힌디어: दीया मिर्ज़ा, 영어: Dia Mirza, 1981년 12월 9일 ~ )는 인도의 모델, 배우, 프로듀서이다.